# José Maria Maimone
José Maria Maimone SAC (* 6. Oktober 1932 in Astolfo Dutra) ist ein brasilianischer Ordensgeistlicher und emeritierter römisch-katholischer Bischof von Umuarama. 

## Leben
José Maria Maimone trat der Ordensgemeinschaft der Pallottiner bei und empfing am 29. Juni 1961 die Priesterweihe.
Papst Paul VI. ernannte ihn am 12. Juni 1973 zum ersten Bischof des im Vormonat errichteten Bistums Umuarama. Der Papst persönlich spendete ihm am 29. Juni desselben Jahres die Bischofsweihe; Mitkonsekratoren waren die Kurienerzbischöfe Agostino Casaroli, Sekretär des Rates für die öffentlichen Angelegenheiten der Kirche, und Bernardin Gantin, Sekretär der Kongregation für die Evangelisierung der Völker. 
Papst Johannes Paul II. nahm am 8. Mai 2002 seinen vorzeitigen Rücktritt an.